# Rāisinghnagar
Rāisinghnagar är en ort i Indien.   Den ligger i distriktet Gangānagar och delstaten Rajasthan, i den nordvästra delen av landet, 400 km väster om huvudstaden New Delhi. Rāisinghnagar ligger 166 meter över havet och antalet invånare är 29 626.
Terrängen runt Rāisinghnagar är mycket platt. Runt Rāisinghnagar är det ganska tätbefolkat, med 144 invånare per kvadratkilometer. Trakten runt Rāisinghnagar består till största delen av jordbruksmark.